# Þorbjörn hornklofi
Þorbjörn hornklofi ou Hornklofi (« Griffe de corne ») est un scalde norvégien du IXe siècle. Le Skáldatal le cite parmi les poètes de cour du roi de Norvège Haraldr hárfagri (« à la Belle chevelure ») et la Fagrskinna (2) précise qu’il était « un vieil ami des rois qui avait toujours fait partie de leur cour ».
Trois de ses œuvres nous sont parvenues : la Glymdrápa, le Haraldskvæði ou Hrafnsmál et une lausavísa.

## LeHaraldskvæði

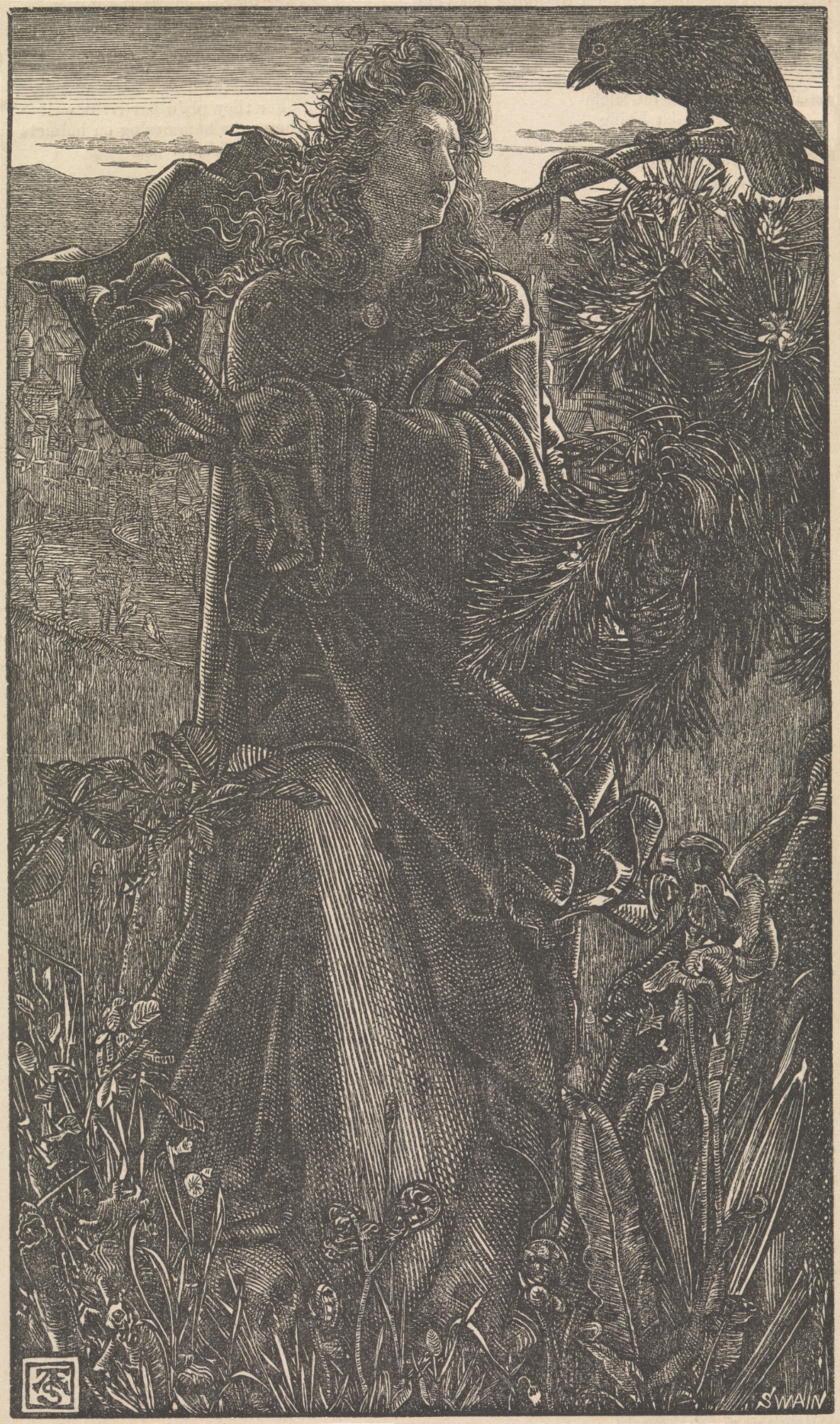
La valkyrie et le corbeau

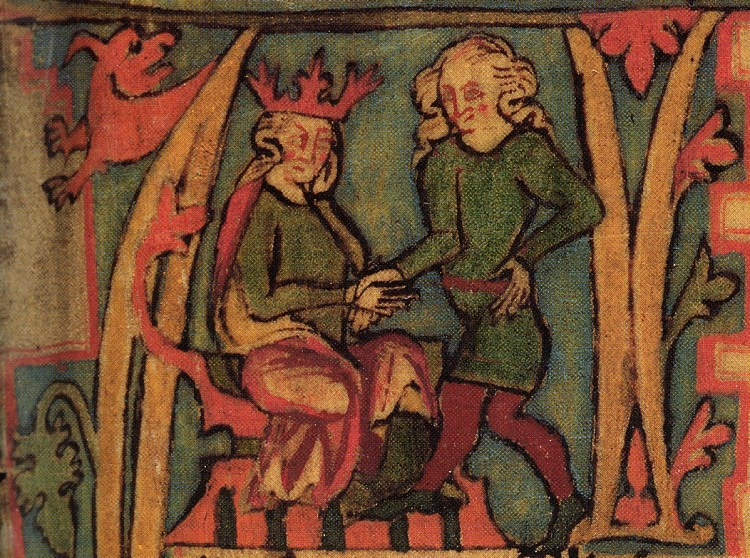
Haraldr hárfagri (à droite), illustration du Flateyjarbók (XIVe siècle).

Le Haraldskvæði (« Poème de Haraldr ») est un poème de louange du roi Haraldr hárfagri composé à la fin du IXe siècle. Prenant pour partie la forme d’un dialogue entre une valkyrie et un corbeau, il est aussi appelé Hrafnsmál (« Dits du corbeau »), et il est possible qu’il soit à l’origine du surnom du poète, qui désigne un corbeau en termes poétiques (heiti). Les deux titres sont des inventions tardives, les sources n'en mentionnant pas. 
Tel qu’il a été reconstitué, il contient 23 strophes et demi-strophes conservées, à trois exceptions près, dans la Fagrskinna. Plusieurs fragments épars figurent aussi dans la Haralds saga hárfagra (Heimskringla), le Haralds þáttr hárfagra et l’Edda de Snorri. Certains textes attribuent des strophes à Þjóðólfr ór Hvini. 
Le Haraldskvæði peut se diviser en quatre parties. Après avoir exhorté son audience à l'écouter, le poète annonce qu'il va rapporter le dialogue entre une valkyrie et un corbeau. La valkyrie demande aux corbeau d'où il vient, avec son bec sanglant d'où s'échappe une odeur de cadavre, de la chair adhérant à ses griffes. L'oiseau répond que, depuis sa naissance, il a suivi Haraldr, le roi guerrier (str. 1-6). Est ensuite racontée la bataille du Hafrsfjördr, qui s'acheva par la fuite des ennemis du roi et permit l'unification de la Norvège (str. 7-12). Puis il est question du mariage de Haraldr avec la princesse danoise Ragnhildr (str. 13-14). Est enfin évoquée la cour du roi : ses guerriers, ses scaldes, ses berserkir, ses bouffons et jongleurs. Le poète souligne notamment la générosité du roi (str. 15-23).     
Le poème est composé en mètres eddiques : málaháttr puis ljóðaháttr. Le nombre de syllabes de chaque ligne est variable (de quatre à neuf), les rimes internes sont irrégulièrement réparties, et le style du Haraldskvæði a en conséquence été qualifié de « pré-scaldique ». Sa forme se rapproche en effet de celle des plus anciens poèmes eddiques tels que le Hamðismál ou l’Atlakviða. En raison de ressemblances stylistiques entre ce dernier poème et le Haraldskvæði (notamment l'emploi fréquent de mots composés), il a été suggéré qu'il pourrait être l'œuvre de Þorbjörn. Cette hypothèse est toutefois jugée peu plausible.

## LaGlymdrápa
La Glymdrápa est également un poème de louange du roi Haraldr. Composée en dróttkvætt, seules sept strophes et deux demi-strophes ont été conservées, principalement dans la Haralds saga hárfagra. 
Telles qu'elles sont présentées par Snorri Sturluson dans cette saga, elles évoquent différentes batailles menées par Haraldr dans sa jeunesse : son combat contre les gens de l'Orkdal dans la forêt de l'Oppdal (Uppdalsskógr), les deux batailles navales de Sólskel, la première contre le roi de Møre Húnþjófr, son fils Sölvi et le beau-père de ce dernier Nökkvi, roi de Romsdal, la seconde contre Sölvi et ses alliés Arnviðr, roi de Sunnmøre, et Auðbjörn, qui régnait sur les Fjords (Nordfjord et Sunnfjord), ses combats contre les Goths et finalement son expédition à l'ouest pour lutter contre des vikings qui le conduisit sur les îles Shetland, Orcades et Hébrides, en Écosse et enfin sur l’île de Man. Il est vraisemblable que Þorbjörn ait consacré deux strophes de son poème à chacun de ces événements.
Plusieurs chercheurs ont tenté d'expliquer l'absence du poème de la bataille du Hafrsfjördr, alors qu'il s'agit du plus important combat mené par Haraldr. L'omission pourrait s'expliquer par le fait que Þorbjörn n'ait pas souhaité évoquer à nouveau un sujet qu'il avait déjà traité. Il pourrait aussi avoir composé sur la bataille, mais ses strophes auraient été oubliées par les générations suivantes, qui disposaient, avec le Haraldskvæði, d'une source plus détaillée que les allusions très générales et donc de peu de valeur historique de la Glymdrápa.